# Савковка
Савковка (укр. Савківка) — село в Чернобаевском районе Черкасской области Украины.
Почтовый индекс — 19900. Телефонный код — 4739.

## Население
В 1811 году в деревне Савковка жило 344 человека (172 мужского и 172 женского пола).
Население по переписи 2001 года составляло 335 человек.

### Языковой состав
Родной язык населения по данным переписи 2001 года:
| Язык       | Численность, чел. | Доля     |
| ---------- | ----------------- | -------- |
| Украинский | 325               | 97,02 %  |
| Русский    | 10                | 2,98 %   |
| Итого      | 335               | 100,00 % |

## Местный совет
19900, Черкасская обл., Чернобаевский р-н, пгт Чернобай, ул. Ленина, 154

## История
Хутор был приписан к Петропавловской церкви в Богодуховке.
Есть на карте 1869 года как Савкивка.